# Lucky☆Racer/Real Star☆
「Lucky☆Racer／Real Star☆」（ラッキーレーサー／リアルスター）は、佐咲紗花の2枚目のシングル。2010年6月23日にLantisから発売された。

## 概要
前作「星彩のRipieno」から約5ヶ月ぶりのリリースであり、2010年2作目、かつ自身初の両A面となるシングル。前作はMellowHeadレーベルからのリリースだったが、本作からはLantisレーベルからのリリースとなった。
「Lucky☆Racer」はバラエティ番組『らっきー☆れーさー』のオープニングテーマ、「Real Star☆」は同番組のエンディングテーマとして使用された。ジャケットには、泉こなたと白石稔のレーシングカート対決をにゃもーが応援している様子がプリントされている。

## 収録曲
（全作詞：佐咲紗花）
1. Lucky☆Racer [4:15] 
作曲：Tatsh、編曲：高田暁
  - バラエティ番組『らっきー☆れーさー』オープニングテーマ
2. Real Star☆ [3:32] 
作曲：俊龍、編曲：原田勝道
  - バラエティ番組『らっきー☆れーさー』エンディングテーマ
3. Lucky☆Racer（off vocal）
4. Real Star☆（off vocal）

## 収録アルバム
| 曲名        | 収録アルバム          | 発売日         |
| ----------- | --------------------- | -------------- |
| Lucky☆Racer | 『sympathetic world』 | 2011年11月23日 |
| Real Star☆  | 『sympathetic world』 | 2011年11月23日 |